# Rhabdogyna
Rhabdogyna Millidge, 1985 è un genere di ragni appartenente alla famiglia Linyphiidae.

## Distribuzione
Le due specie oggi note di questo genere sono state reperite in Cile.

## Tassonomia
A giugno 2012, si compone di due specie:
- Rhabdogyna chiloensis Millidge, 1985 — Cile
- Rhabdogyna patagonica (Tullgren, 1901)[3] — Cile